# Nikita Luther
Nikita Luther (* 17. Januar 1991) ist eine professionelle indische Pokerspielerin. Sie entschied 2017 als erste Inderin ein internationales Pokerturnier für sich und gewann 2018 ein Bracelet bei der World Series of Poker.

## Persönliches
Luther stammt aus Delhi. Sie besuchte die Sanskriti School in Neu-Delhi und machte anschließend einen Bachelor an der University of Delhi. Luther lebt in Neu-Delhi.

## Pokerkarriere
Luther lernte Poker auf dem Geburtstag eines Freundes. Ihre erste Geldplatzierung bei einem Live-Turnier erzielte sie Mitte August 2015 in Panaji. Luther gewann Mitte Februar 2017 gemeinsam mit ihrem Landsmann Raghav Bansal das Teamevent des Poker Cups in Macau und wurde damit zur ersten Inderin, die ein internationales Pokerturnier gewann. Anfang Juli 2017 belegte sie beim Main Event des Aria Poker Classic im Aria Resort & Casino am Las Vegas Strip den fünften Platz und erhielt ein Preisgeld von 65.000 US-Dollar. Zum etwa gleichen Zeitpunkt war Luther erstmals bei der World Series of Poker (WSOP) im Rio All-Suite Hotel and Casino am Las Vegas Strip erfolgreich und kam bei drei Turnieren der Variante No Limit Hold’em in die Geldränge. Bei der WSOP 2018 gewann Luther gemeinsam mit dem Deutsch-Italiener Giuseppe Pantaleo das Tag-Team-Event und sicherte sich als erste Inderin ein Bracelet sowie eine geteilte Siegprämie von rund 175.000 US-Dollar. Im Juni 2019 erreichte sie beim Zynga Poker WPT500 des Aria Poker Classic den Finaltisch und belegte den mit knapp 110.000 US-Dollar dotierten zweiten Platz. Bei der mittlerweile im Horseshoe Las Vegas und Paris Las Vegas ausgespielten WSOP 2023 erzielte die Inderin ihre erste Geldplatzierung im Main Event und erreichte den sechsten Turniertag. Dort schied sie als vorletzte Frau auf dem mit knapp 80.000 US-Dollar dotierten 96. Rang aus.
Insgesamt hat sich Luther mit Poker bei Live-Turnieren mehr als 500.000 US-Dollar erspielt.